# Iryna Venediktova
Iryna Valentynivna Venediktova (in ucraino Іринa Валентинівна Венедіктова?; Charkiv, 21 settembre 1978) è una politica e avvocato ucraina, Procuratore generale dell'Ucraina dal 13 marzo 2020 al 19 luglio 2022.

## Biografia

### Formazione
È nata a Charkiv in una famiglia di avvocati da Valentyn Semenovyč Venediktov, maggior generale della polizia nonché professore universitario dell'Università nazionale degli affari interni di Charkiv ed avvocato onorario, e Valentyna Mychajlivna Venediktova, professoressa universitaria presso l'Accademia nazionale di diritto e presso l'Università nazionale degli affari interni.
Si è laureata con lode nel 2000 presso l'università della città natale nella quale insegnano entrambi i suoi genitori esponendo una tesi di dottorato sulla "Tutela degli interessi legalmente protetti nel diritto civile" e ha poi completato un corso presso il Chartered Institute of Arbitrators. Dopo la laurea ha insegnato fino al 2004 presso l'Università umanitaria di Charkiv e successivamente presso l'Università Nazionale Vasyl' Karazin di Charkiv.

### Carriera politica
Nel 2018 è divenuta consulente legale del candidato alle elezioni presidenziali Volodymyr Zelens'kyj come esperta di riforma giudiziaria. Alle successive elezioni parlamentari è stata eletta alla Verchovna Rada nelle file del partito presidenziale Servitore del Popolo (SN) ed è poi divenuta presidente della Commissione parlamentare per la politica giudiziaria. Il 27 dicembre 2019 Zelens'kyj l'ha nominata capo ad interim dell'Ufficio investigativo statale mentre a gennaio 2020 il parlamento ha votato per la sua decadenza.
Dal 13 marzo 2020 fa parte del Consiglio per la sicurezza e la difesa nazionale dell'Ucraina. Il 17 marzo successivo con decreto del Presidente è stata nominata Procuratore generale del paese, prima donna a ricoprire tale incarico, e la proposta presidenziale è stata poi approvata dal Parlamento con 269 voti.
Nell'ambito dell'invasione russa dell'Ucraina del 2022 ha svolto il ruolo di coordinatrice per le indagini sull'accertamento delle responsabilità dei crimini di guerra svolti durante l'invasione. Nel mese di marzo ha annunciato la creazione di una task force internazionale per coordinare l'istruzione dei processi nelle diverse giurisdizioni sostenendo di indagare su almeno 2500 possibili casi di crimini di guerra. Il 17 luglio dello stesso anno è stata tuttavia sospesa dalla carica per decreto presidenziale e ne è stata proclamata la decadenza due giorni dopo con voto della Verchovna Rada; la motivazione sarebbe stata l'apertura di almeno 650 procedimenti a carico di dipendenti del suo ufficio e dei servizi segreti per collaborazionismo con gli invasori russi.